# Ligue 1 (2015/2016)/Wyniki spotkań – runda jesienna

## Runda jesienna (7 sierpnia – 20 grudnia)
Źródło:

### 1. kolejka (8 sierpnia – 10 sierpnia)
| 7 sierpnia 2015 20:30 | Lille OSC                                      | 0:1(0:0)Raport | Paris Saint-Germain · 57' Lucas           | Stade Pierre-Mauroy, Villeneuve-d’Ascq Widzów: 39 601 Sędzia: Fredy Fautrel (Dolna Normandia) |
|                       | kartki: · Sidibé 55' · Boufal 83' · Pavard 87' |                | kartki: · Rabiot · 55' Motta · 60' Aurier |                                                                                               |

| 8 sierpnia 2015 21:00 | Olympique Marsylia     | 0:1(0:1)Raport | SM Caen · 27' Delort | Stade Vélodrome, Marsylia Widzów: 60 458 Sędzia: Frank Schneider (Alzacja) |
|                       | kartki: · Sparagna 82' |                |                      |                                                                            |

| 8 sierpnia 2015 21:00 | Montpellier HSC                                    | 0:2(0:1)Raport | Angers SCO · 4' Camara · 79' Sunu | Stade de la Mosson, Montpellier Widzów: 11 789 Sędzia: Hakim Ben El Hadj (Rodan-Alpy) |
|                       | kartki: · Deplagne 27' · Bensebaini 61' · Dabo 81' |                | kartki: · 8' Ndoye · 74' Manceau  |                                                                                       |

| 8 sierpnia 2015 21:00 | OGC Nice · Germain 7'                               | 1:2(1:0)Raport | AS Monaco · 51' Silva · 62' Kurzawa    | Allianz Riviera, Nicea Widzów: 25 173 Sędzia: Lionel Jaffredo (Bretania) |
|                       | kartki: · Boscagli 14', 44' · Pléa 39' · Baysse 84' |                | kartki: · 41' Kurzawa · 45+3' Carvalho |                                                                          |

| 8 sierpnia 2015 21:00 | FC Nantes · Sorbon 89' (sam.)    | 1:0(0:0)Raport | EA Guingamp                                       | Stade de la Beaujoire, Nantes Widzów: 27 248 Sędzia: Benoît Bastien (Lotaryngia) |
|                       | kartki: · Djidji 27' · Touré 61' |                | kartki: · 37' Lévêque · 41' Diallo · 66' Sankharé |                                                                                  |

| 8 sierpnia 2015 21:00 | Bastia · Ayité 50' · Kamano 69' | 2:1(0:1)Raport | Stade Rennes · 39' Sio | Stade Armand Cesari, Bastia Widzów: 14 702 Sędzia: Sébastien Moreira (Franche-Comté) |
|                       | kartki: · Brandão 78'           |                | kartki: · 90+3' Sio    |                                                                                      |

| 8 sierpnia 2015 21:00 | Troyes | 0:0Raport | Gazélec Ajaccio                                                  | Stade de l’Aube, Troyes Widzów: 10 858 Sędzia: Jérôme Miguelgorry (Akwitania) |
|                       |        |           | kartki: · 16' Youga · 27' Martinez · 41' Ducourtioux · 75' Sylla |                                                                               |

| 9 sierpnia 2015 17:00 | Girondins Bordeaux · Khazri 41'                    | 1:2(1:0)Raport | Stade de Reims · 80' de Préville · 87' Siebatcheu | Stade Bordeaux-Atlantique, Bordeaux Widzów: 31 583 Sędzia: Ruddy Buquet (Pikardia) |
|                       | kartki: · Guilbert 37' · Poundjé 62' · Yamberé 88' |                | kartki: · 18' Traore · 84' Charbonnier            |                                                                                    |

| 9 sierpnia 2015 17:00 | Toulouse FC · Braithwaite 26' · Ben Yedder 53' | 2:1(1:1)Raport | AS Saint-Étienne · 17' Perrin     | Stadium Municipal, Tuluza Widzów: 15 158 Sędzia: Bartolomeu Varela (Bretania) |
|                       | kartki: · Pešić 87'                            |                | kartki: · 66' Théophile-Catherine |                                                                               |

| 9 sierpnia 2015 21:00 | Olympique Lyon      | 0:0Raport | Lorient                             | Stade Gerland, Lyon Widzów: 28 116 Sędzia: Benoît Millot (Île-de-France) |
|                       | kartki: · Ferri 51' |           | kartki: · 32' Lautoa · 81' Bellugou |                                                                          |

### 2. kolejka (14 sierpnia – 16 sierpnia)
| 14 sierpnia 2015 20:30 | AS Monaco           | 0:0Raport | Lille OSC                                                                 | Stade Louis II, Monako Widzów: 13 284 Sędzia: Benoît Millot (Île-de-France) |
|                        | kartki: · Silva 42' |           | kartki: · 24' Corchia · 44' Civelli · 60' Obbadi · 75' Boufal · 79' Tallo |                                                                             |

| 15 sierpnia 2015 17:00 | AS Saint-Étienne · Hamouma 58'       | 1:1(0:0)Raport | Girondins Bordeaux · 90+1' Saivet | Stade Geoffroy-Guichard Widzów: 34 063 Sędzia: Nicolas Rainville (Langwedocja-Roussillon) |
|                        | kartki: · Bahebeck 39' · Clément 39' |                | kartki: · 51' Chantôme            |                                                                                           |

| 15 sierpnia 2015 20:00 | Stade Rennes · Grosicki 85'                        | 1:0(0:0)Raport | Montpellier HSC          | Roazhon Park, Rennes Widzów: 18 748 Sędzia: Mikael Lesage (Dolna Normandia) |
|                        | kartki: · Sio 45+1' · Henrique 58' · Fernandes 60' |                | kartki: · 45+1' Jourdren |                                                                             |

| 15 sierpnia 2015 20:00 | Troyes · Jean 3' · Camus 77' · Thiago Xavier 90+3'                        | 3:3(1:3)Raport | OGC Nice · 6' (k.) Ben Arfa · 16' Pléa · 42' Le Marchand     | Stade de l’Aube, Troyes Widzów: 11 468 Sędzia: Johan Hamel (Langwedocja-Roussillon) |
|                        | kartki: · Pereira 4' · Mavinga 12', 32' · Court 14' · Thiago Xavier 90+3' |                | kartki: · 45+2' Correia · 69' Ben Arfa · 90+2' Rafetraniaina |                                                                                     |

| 15 sierpnia 2015 20:00 | SM Caen · Da Silva 69' | 1:0(0:0)Raport | Toulouse FC                                                     | Stade Michel d’Ornano, Caen Widzów: 16 791 Sędzia: Stéphane Jochem (Paryż) |
|                        | kartki: · Adeoti 45+1' |                | kartki: · 69' Didot · 78' Ben Yedder · 89' Doumbia · 90' Spajić |                                                                            |

| 15 sierpnia 2015 20:00 | EA Guingamp                        | 0:1(0:0)Raport | Olympique Lyon · 79' Beauvue      | Stade du Roudourou, Guingamp Widzów: 17 728 Sędzia: Antony Gautier (Nord-Pas-de-Calais) |
|                        | kartki: · Diallo 29' · de Pauw 37' |                | kartki: · 68' Rafael · 70' Umtiti |                                                                                         |

| 15 sierpnia 2015 20:00 | Angers SCO                                              | 0:0Raport | FC Nantes                                                                | Stade Jean Bouin, Angers Widzów: 15 969 Sędzia: Amaury Delerue (Akwitania) |
|                        | kartki: · Mangani 34' · Ketkeophomphone 42' · Saïss 54' |           | kartki: · 23' Oliveira Tavares · 28' Rongier · 32' Touré · 63' Thomasson |                                                                            |

| 16 sierpnia 2015 14:00 | Stade de Reims · Traoré 14'       | 1:0(1:0)Raport | Olympique Marsylia                                   | Stade Auguste Delaune, Reims Widzów: 20 950 Sędzia: Benoît Bastien (Lotaryngia) |
|                        | kartki: · Traoré 41' · Peuget 44' |                | kartki: · 28' Mendy · 49', 74' Romao · 58' Batshuayi |                                                                                 |

| 16 sierpnia 2015 17:00 | Lorient · Moukandjo 90' (k.)                         | 1:1(0:1)Raport | Bastia · 4' Ayité                 | Stade du Moustoir, Lorient Widzów: 12 235 Sędzia: Clément Turpin (Burgundia) |
|                        | kartki: · Moukandjo 59' · Mesloub 85' · Fofana 90+2' |                | kartki: · 28' Marange · 56' Djiku |                                                                              |

| 16 sierpnia 2015 21:00 | Paris Saint-Germain · Matuidi 12' · Silva 23' | 2:0(2:0)Raport | Gazélec Ajaccio                    | Parc des Princes, Paryż Widzów: 46 524 Sędzia: Wilfried Bien (Rodan-Alpy) |
|                        | kartki: · Aurier 74'                          |                | kartki: · 56' Le Moigne · 62' Zoua |                                                                           |

### 3. kolejka (21 sierpnia – 23 sierpnia)
| 21 sierpnia 2015 20:30 | Montpellier HSC                            | 0:1(0:0)Raport | Paris Saint-Germain · 61' Matuidi | Stade de la Mosson, Montpellier Widzów: 27 163 Sędzia: Sébastien Moreira (Franche-Comté) |
|                        | kartki: · Bensebaini 45+1' · Boudebouz 55' |                | kartki: · 49' Matuidi · 74' Motta |                                                                                          |

| 22 sierpnia 2015 17:00 | Olympique Lyon · Fekir 12' | 1:2(1:1)Raport | Stade Rennes · 7' Henrique · 56' Zeffane            | Stade Gerland, Lyon Widzów: 31 470 Sędzia: Ruddy Buquet (Pikardia) |
|                        | kartki: · Fekir 85'        |                | kartki: · 48' Diagne · 58' Fernandes · 59' Henrique |                                                                    |

| 22 sierpnia 2015 20:00 | OGC Nice · Ben Arfa 66' · Pléa 77' | 2:1(0:0)Raport | SM Caen · 67' Koziello                       | Allianz Riviera, Nicea Widzów: 15 908 Sędzia: Jérôme Miguelgorry (Akwitania) |
|                        | kartki: · Delort 71'               |                | kartki: · 45' Nangis · 72' Seube · 82' Louis |                                                                              |

| 22 sierpnia 2015 20:00 | FC Nantes · Lenjani 77'  | 1:0(0:0)Raport | Stade de Reims                                | Stade de la Beaujoire, Nantes Widzów: 23 854 Sędzia: Hakim Ben El Hadj (Rodan-Alpy) |
|                        | kartki: · Sigþórsson 13' |                | kartki: · 40' Kankawa · 57' Weber · 65' Mfulu |                                                                                     |

| 22 sierpnia 2015 20:00 | Bastia · Palmieri 5' · Baca 39' (sam.) · Coulibaly 90' | 3:0(2:0)Raport | EA Guingamp                                      | Stade Armand Cesari, Bastia Widzów: 13 966 Sędzia: Fredy Fautrel (Dolna Normandia) |
|                        | kartki: · Ayité 53' · Djiku 69'                        |                | kartki: · 51' Dembélé · 61' Sorbon · 83' de Pauw |                                                                                    |

| 22 sierpnia 2015 20:00 | Toulouse FC · Doumbia 22' | 1:1(1:0)Raport | AS Monaco · 65' Lemar                                      | Stadium Municipal, Tuluza Widzów: 12 748 Sędzia: Stéphane Lannoy (Nord-Pas-de-Calais) |
|                        |                           |                | kartki: · 50' Wallace · 57' Touré · 80' Traoré · 87' Silva |                                                                                       |

| 22 sierpnia 2015 20:00 | Gazélec Ajaccio                       | 0:2(0:2)Raport | Angers SCO · 2', 20' Ndoye        | Stade Ange Casanova, Ajaccio Widzów: 3 911 Sędzia: Bartolomeu Varela (Bretania) |
|                        | kartki: · Le Moigne 14' · Coeff 90+3' |                | kartki: · 31' Andreu · 73' Thomas |                                                                                 |

| 23 sierpnia 2015 14:00 | Lille OSC              | 0:0Raport | Girondins Bordeaux                                                           | Stade Pierre-Mauroy, Villeneuve-d’Ascq Widzów: 28 035 Sędzia: Lionel Jaffredo (Bretania) |
|                        | kartki: · Bauthéac 52' |           | kartki: · 30' Poundjé · 40' Touré · 60' Pallois · 63' Yamberé · 78' Chantôme |                                                                                          |

| 23 sierpnia 2015 17:00 | Lorient              | 0:1(0:0)Raport | AS Saint-Étienne · 87' Hamouma                       | Stade du Moustoir, Lorient Widzów: 13 075 Sędzia: Frank Schneider (Alzacja) |
|                        | kartki: · Lecomte 1' |                | kartki: · 31' Sall · 60' Hamouma · 65' Monnet-Paquet |                                                                             |

| 23 sierpnia 2015 21:00 | Olympique Marsylia · Barrada 19' · Diarra 47' · Batshuayi 56', 90' · Ocampos 63' · Alessandrini 88' | 6:0(1:0)Raport | Troyes                     | Stade Vélodrome, Marsylia Widzów: 58 356 Sędzia: Tony Chapron (Rodan-Alpy) |
|                        | kartki: · Lemina 28'                                                                                |                | kartki: · 69' Perea Vargas |                                                                            |

### 4. kolejka (28 sierpnia – 30 sierpnia)
| 28 sierpnia 2015 20:30 | EA Guingamp · Privat 72' · Benezet 89' | 2:0(0:0)Raport | Olympique Marsylia                                                                              | Stade du Roudourou, Guingamp Widzów: 18 022 Sędzia: Amaury Delerue (Akwitania) |
|                        | kartki: · Lemaître 16'                 |                | kartki: · 2' Diarra · 15' Mendy · 61' Alessandrini · 63' Nkoulou · 74' Batshuayi · 83' Sparagna |                                                                                |

| 29 sierpnia 2015 17:00 | SM Caen                               | 0:4(0:2)Raport | Olympique Lyon · 19', 44', 57' Fekir · 87' Beauvue | Stade Michel d’Ornano, Caen Widzów: 19 795 Sędzia: Nicolas Rainville (Langwedocja-Roussillon) |
|                        | kartki: · Alhadhur 67' · Da Silva 73' |                |                                                    |                                                                                               |

| 29 sierpnia 2015 20:00 | Stade Rennes · Yago 17' (sam.) · Armand 68' · Sio 90' | 3:1(1:1)Raport | Toulouse FC · 5' Braithwaite                              | Roazhon Park, Rennes Widzów: 18 560 Sędzia: Benoît Millot (Île-de-France) |
|                        | kartki: · Fernandes 55' · Henrique 75'                |                | kartki: · 55' Akpa-Akpro · 65' Tisserand · 67' Goicoechea |                                                                           |

| 29 sierpnia 2015 20:00 | Lille OSC · Boufal 23' | 1:0(1:0)Raport | Gazélec Ajaccio                                   | Stade Pierre-Mauroy, Villeneuve-d’Ascq Widzów: 27 138 Sędzia: Mikael Lesage (Dolna Normandia) |
|                        | kartki: · Boufal 81'   |                | kartki: · 36' Sylla · 45+1' Mangane · 52' Filippi |                                                                                               |

| 29 sierpnia 2015 20:00 | Troyes                                      | 0:0Raport | Montpellier HSC        | Stade de l’Aube, Troyes Widzów: 11 094 Sędzia: Wilfried Bien (Rodan-Alpy) |
|                        | kartki: · Saunier 56' · Martins Pereira 79' |           | kartki: · 86' Marveaux |                                                                           |

| 29 sierpnia 2015 20:00 | Angers SCO · Mangani 24'        | 1:1(1:0)Raport | OGC Nice · 56' Germain               | Stade Jean Bouin, Angers Widzów: 13 485 Sędzia: Stéphane Jochem (Paryż) |
|                        | kartki: · Andreu 55' · Doré 87' |                | kartki: · 22' Germain · 40' Boscagli |                                                                         |

| 29 sierpnia 2015 20:00 | Stade de Reims · Charbonnier 23' · de Préville 54' · Kyei 66' · Turan 85' | 4:1(1:0)Raport | Lorient · 48' Bouanga   | Stade Auguste Delaune, Reims Widzów: 11 041 Sędzia: Johan Hamel (Langwedocja-Roussillon) |
|                        | kartki: · Signorino 51' · Turan 57' · Siebatcheu 78'                      |                | kartki: · 44' Moukandjo |                                                                                          |

| 30 sierpnia 2015 14:00 | AS Saint-Étienne · Perrin 20' · Eysseric 62' | 2:1(1:1)Raport | Bastia · 41' Danic                              | Stade Geoffroy-Guichard, Saint-Étienne Widzów: 26 249 Sędzia: Antony Gautier (Nord-Pas-de-Calais) |
|                        | kartki: · Clément 82'                        |                | kartki: · 4' Djiku · 51' Coulibaly · 74' Kamano |                                                                                                   |

| 30 sierpnia 2015 17:00 | Girondins Bordeaux · Khazri 45+2' · Gajić 87'       | 2:0(1:0)Raport | FC Nantes                                             | Stade Bordeaux-Atlantique, Bordeaux Widzów: 26 307 Sędzia: Clément Turpin (Burgundia) |
|                        | kartki: · Chantôme 22' · Crivelli 36' · Yambéré 54' |                | kartki: · 36' Dubois · 45+4', 51' Lenjani · 65' Touré |                                                                                       |

| 30 sierpnia 2015 21:00 | AS Monaco | 0:3(0:0)Raport | Paris Saint-Germain · 57', 73' Cavani · 83' Lavezzi | Stade Louis II, Monako Widzów: 16 124 Sędzia: Benoît Bastien (Lotaryngia) |
|                        |           |                | kartki: · 70' Luiz                                  |                                                                           |

### 5. kolejka (11 września – 13 września)
| 11 września 2015 20:30 | Paris Saint-Germain · Cavani 27', 34' | 2:2(2:1)Raport | Girondins Bordeaux · 31' (sam.) Trapp · 79' Khazri          | Parc des Princes, Paryż Widzów: 46 860 Sędzia: Antony Gautier (Nord-Pas-de-Calais) |
|                        | kartki: · Aurier 56'                  |                | kartki: · 32', 77' Saivet · 71' Biyogo Poko · Maurice-Belay |                                                                                    |

| 12 września 2015 17:00 | Olympique Lyon         | 0:0Raport | Lille OSC                                                       | Stade Gerland, Lyon Widzów: 32 137 Sędzia: Frank Schneider (Alzacja) |
|                        | kartki: · Valbuena 90' |           | kartki: · 26' Balmont · 38' Civelli · 68' Corchia · 90+2' Gadji |                                                                      |

| 12 września 2015 20:00 | Troyes · Othon 90+2'                                      | 1:3(0:2)Raport | SM Caen · 21' Féret · 38' Yahia · 63' Bessat | Stade de l’Aube, Troyes Widzów: 10 795 Sędzia: Bartolomeu Varela (Bretania) |
|                        | kartki: · Mavinga 34' · Pi 57' · Court 65' · Veškovac 89' |                | kartki: · 43', 57' Ben Youssef               |                                                                             |

| 12 września 2015 20:00 | Montpellier HSC · Marveaux 90+2'                 | 1:2(0:1)Raport | AS Saint-Étienne · 24' Sall · 59' Roux | Stade de la Mosson, Montpellier Widzów: 10 734 Sędzia: Lionel Jaffredo (Bretania) |
|                        | kartki: · Dabo 37' · Cornette 42' · Marveaux 66' |                | kartki: · 18' Sall · 61' Polomat       |                                                                                   |

| 12 września 2015 20:00 | OGC Nice               | 0:1(0:0)Raport | EA Guingamp · 76' Sankharé                    | Allianz Riviera, Nicea Widzów: 14 421 Sędzia: Tony Chapron (Rodan-Alpy) |
|                        | kartki: · Koziello 66' |                | kartki: · 40' Coco · 74' Benezet · 87' Mathis |                                                                         |

| 12 września 2015 20:00 | Lorient · Jouffre 46' · Waris 72' · Jeannot 90+3' | 3:1(0:1)Raport | Angers SCO · 33' Saïss | Stade du Moustoir, Lorient Widzów: 9 874 Sędzia: Jérôme Miguelgorry (Akwitania) |
|                        | kartki: · N’Dong 68'                              |                | kartki: · 66' Camara   |                                                                                 |

| 12 września 2015 20:00 | Toulouse FC · Kana-Biyik 28' · Braithwaite 30' | 2:2(2:0)Raport | Stade de Reims · 56' Siebatcheu · 80' Bulot | Stadium Municipal, Tuluza Widzów: 11 766 Sędzia: Fredy Fautrel (Dolna Normandia) |
|                        | kartki: · Trejo 20' · Akpa-Akpro 71'           |                | kartki: · 68' Oniangué · 90+4' Devaux       |                                                                                  |

| 13 września 2015 14:00 | Gazélec Ajaccio                                        | 0:1(0:1)Raport | AS Monaco · 17' (k.) Fabinho                           | Stade Ange Casanova, Ajaccio Widzów: 3 880 Sędzia: Sébastien Moreira (Franche-Comté) |
|                        | kartki: · Martinez 20' · Ducourtioux 30' · Youga 90+1' |                | kartki: · 11' Fabinho · 76' Echiéjilé · 90+4' Bahlouli |                                                                                      |

| 13 września 2015 17:00 | FC Nantes                                                                 | 0:2(0:0)Raport | Stade Rennes · 67' Ntep · 89' Sio          | Stade de la Beaujoire, Nantes Widzów: 27 262 Sędzia: Stéphane Lannoy (Nord-Pas-de-Calais) |
|                        | kartki: · Djidji 49' · Oliveira Tavares 52' · Dubois 56' · Sigþórsson 78' |                | kartki: · 37' Sylla · 45' Ntep · 64' Mexer |                                                                                           |

| 13 września 2015 21:00 | Olympique Marsylia · Mendy 15' · Alessandrini 46', 66' · Batshuayi 70' | 4:1(1:0)Raport | Bastia · 78' Brandão   | Stade Vélodrome, Marsylia Widzów: 46 280 Sędzia: Nicolas Rainville (Langwedocja-Roussillon) |
|                        | kartki: · Barrada 30' · Rekik 37'                                      |                | kartki: · 34' Palmieri |                                                                                             |

### 6. kolejka (18 września – 20 września)
| 18 września 2015 20:30 | Stade Rennes · Ntep 74'                         | 1:1(0:0)Raport | Lille OSC · 49' Boufal                                                      | Roazhon Park, Rennes Widzów: 27 391 Sędzia: Stéphane Jochem (Paryż) |
|                        | kartki: · Mendes 51' · Armand 79' · Sylla 90+5' |                | kartki: · 45' Boufal · 52' Baša · 69' Enyeama · 69' Mavuba · 90+5' Bauthéac |                                                                     |

| 19 września 2015 17:30 | Stade de Reims · Siebatcheu 83' | 1:1(0:0)Raport | Paris Saint-Germain · 84' Cavani      | Stade Auguste Delaune, Reims Widzów: 20 526 Sędzia: Bartolomeu Varela (Bretania) |
|                        | kartki: · Kankawa 4' · Kyei 74' |                | kartki: · 67' Stambouli · 80' Matuidi |                                                                                  |

| 19 września 2015 20:00 | SM Caen · Rodelin 19' · Louis 90+2' | 2:1(1:1)Raport | Montpellier HSC · 32' (k.) Martin                                 | Stade Michel d’Ornano, Caen Widzów: 15 069 Sędzia: Hakim Ben El Hadj (Rodan-Alpy) |
|                        | kartki: · Adeoti 31' · Delort 47'   |                | kartki: · 41' Yatabaré · 46' Boudebouz · 87' Deplagne · 89' Lasne |                                                                                   |

| 19 września 2015 20:00 | EA Guingamp · Privat 23' · Briand 61' | 2:1(1:1)Raport | Gazélec Ajaccio · 35' Mangane                                                     | Stade du Roudourou, Guingamp Widzów: 13 490 Sędzia: Nicolas Rainville (Langwedocja-Roussillon) |
|                        | kartki: · Angoua 74' · Mathis 80'     |                | kartki: · 27', 39' Sylla · 37' Le Moigne · 59' Coeff · 63' Martinez · 74' Đoković |                                                                                                |

| 19 września 2015 20:00 | Angers SCO · Mangani 57' (k.)                | 1:0(0:0)Raport | Troyes                                     | Stade Jean Bouin, Angers Widzów: 10 166 Sędzia: Lionel Jaffredo (Bretania) |
|                        | kartki: · Saïss 23' · Ndoye 33' · Camara 74' |                | kartki: · 57' Karaboué · 60' Pi · 85' Jean |                                                                            |

| 19 września 2015 20:00 | Bastia · Danic 24'    | 1:3(1:2)Raport | OGC Nice · 33' Mendy · 40' Germain · 90+4' Benrahma | Stade Armand Cesari, Bastia Widzów: 12 945 Sędzia: Wilfried Bien (Rodan-Alpy) |
|                        | kartki: · Marange 87' |                | kartki: · 85' Mallmann · 86' Pied                   |                                                                               |

| 20 września 2015 14:00 | Girondins Bordeaux · Crivelli 89'       | 1:1(0:1)Raport | Toulouse FC · 23' Regattin                         | Stade Bordeaux-Atlantique, Bordeaux Widzów: 20 650 Sędzia: Mikael Lesage (Dolna Normandia) |
|                        | kartki: · Pallois 18' · Biyogo Poko 56' |                | kartki: · 45+1' Bodiger · 57' Regattin · 77' Trejo |                                                                                            |

| 20 września 2015 17:00 | AS Monaco · Touré 21' · Lemar 47'                                  | 2:3(1:2)Raport | Lorient · 12' N’Dong · 18' Jeannot · 59' Moukandjo                    | Stade Louis II, Monako Widzów: 6 140 Sędzia: Amaury Delerue (Akwitania) |
|                        | kartki: · Raggi 75' · Coentrão 87' · Carrillo 87' · Carvalho 90+2' |                | kartki: · 23' Koné · 43' Guerreiro · 50' Philippoteaux · 61' Abdullah |                                                                         |

| 20 września 2015 17:00 | AS Saint-Étienne · Bamba 26' · Berić 47' | 2:0(1:0)Raport | FC Nantes           | Stade Geoffroy-Guichard, Saint-Étienne Widzów: 28 846 Sędzia: Benoît Millot (Île-de-France) |
|                        | kartki: · Malcuit 18' · Berić 30'        |                | kartki: · 79' Deaux |                                                                                             |

| 20 września 2015 21:00 | Olympique Marsylia · Rekik 68'                                                  | 1:1(0:1)Raport | Olympique Lyon · 25' (k.) Lacazette | Stade Vélodrome, Marsylia Widzów: 56 194 Sędzia: Ruddy Buquet (Pikardia) |
|                        | kartki: · Cabella 13' · Rekik 21' · Mandanda 24' · Alessandrini 44' · Mendy 61' |                | kartki: · 79' Jallet                |                                                                          |

### 7. kolejka (22 września – 24 września, 29 września)
| 22 września 2015 19:00 | Angers SCO         | 0:0Raport | Stade de Reims                                       | Stade Jean Bouin, Angers Widzów: 11 163 Sędzia: Tony Chapron (Rodan-Alpy) |
|                        | kartki: · Saïss 6' |           | kartki: · 12' Charbonnier · 51' Traoré · 71' Kankawa |                                                                           |

| 22 września 2015 21:00 | Paris Saint-Germain · Pastore 18' · Di María 77' · Ibrahimović 83' | 3:0(1:0)Raport | EA Guingamp            | Parc des Princes, Paryż Widzów: 45 138 Sędzia: Frank Schneider (Alzacja) |
|                        | kartki: · Matuidi 59'                                              |                | kartki: · 86' Sankharé |                                                                          |

| 23 września 2015 19:00 | Troyes                                         | 0:1(0:1)Raport | AS Saint-Étienne · 13' (sam.) Ayasse | Stade de l’Aube, Troyes Widzów: 12 090 Sędzia: Sébastien Moreira (Franche-Comté) |
|                        | kartki: · Ayasse 50' · Mavinga 66' · Nivet 82' |                |                                      |                                                                                  |

| 23 września 2015 19:00 | Olympique Lyon · Kalulu 18' · Tolisso 88' | 2:0(1:0)Raport | Bastia                             | Stade Gerland, Lyon Widzów: 25 658 Sędzia: Benoît Bastien (Lotaryngia) |
|                        | kartki: · Umtiti 45' · Biševac 53'        |                | kartki: · 45' Kamano · 69' Cahuzac |                                                                        |

| 23 września 2015 19:00 | OGC Nice · Germain 33' · Le Bihan 42' · Pallois 51' (sam.) · Ben Arfa 68', 75' · Mendy 84' | 6:1(2:1)Raport | Girondins Bordeaux · 6' Plašil      | Allianz Riviera, Nicea Widzów: 13 686 Sędzia: Nicolas Rainville (Langwedocja-Roussillon) |
|                        |                                                                                            |                | kartki: · 14' Khazri · 50' Crivelli |                                                                                          |

| 23 września 2015 19:00 | Lorient · Moukandjo 13' · Waris 36'  | 2:0(2:0)Raport | SM Caen                                 | Stade du Moustoir, Lorient Widzów: 9 067 Sędzia: Saïd Ennjimi (Centre Ouest) |
|                        | kartki: · Le Goff 11' · Bellugou 51' |                | kartki: · 71' Ben Youssef · 75' Nkololo |                                                                              |

| 23 września 2015 19:00 | Gazélec Ajaccio · Larbi 45+1' | 1:1(1:0)Raport | Stade Rennes · 89' Sio | Stade Ange Casanova, Ajaccio Widzów: 3 576 Sędzia: Fredy Fautrel (Dolna Normandia) |
|                        |                               |                | kartki: · 44' Sio      |                                                                                    |

| 23 września 2015 21:00 | Toulouse FC · Braithwaite 67'                                          | 1:1(0:0)Raport | Olympique Marsylia · 90' Batshuayi | Stadium Municipal, Tuluza Widzów: 18 350 Sędzia: Antony Gautier (Nord-Pas-de-Calais) |
|                        | kartki: · Moubandje 35', 84' · Doumbia 85' · Akpa-Akpro 87' · Yago 87' |                | kartki: · 78' Mendy                |                                                                                      |

| 24 września 2015 18:55 | Montpellier HSC · Congré 26' · Carrillo 45' (sam.) | 2:3(2:0)Raport | AS Monaco · 56' Coentrão · 65' Lemar · 90+5' (k.) Fabinho | Stade de la Mosson, Montpellier Widzów: 10 032 Sędzia: Clément Turpin (Burgundia) |
|                        | kartki: · Ligali 90+4' · Bensebaini 90+5'          |                | kartki: · 72' Touré                                       |                                                                                   |

| 29 września 2015 18:30 | Lille OSC | 0:1(0:1)Raport | FC Nantes · 5' Iloki                           | Stade Pierre-Mauroy, Villeneuve-d’Ascq Widzów: 27 667 Sędzia: Jérôme Miguelgorry (Akwitania) |
|                        |           |                | kartki: · 31' Thomasson · 50' Cana · 71' Deaux |                                                                                              |

### 8. kolejka (25 września – 27 września)
| 25 września 2015 20:30 | Stade de Reims · N’Gog 56'                    | 1:0(0:0)Raport | Lille OSC                                        | Stade Auguste Delaune, Reims Widzów: 11 696 Sędzia: Ruddy Buquet (Pikardia) |
|                        | kartki: · Weber 12' · Bulot 15' · Kankawa 31' |                | kartki: · 19' Sidibé · 33' Bauthéac · 39' Mavuba |                                                                             |

| 26 września 2015 17:30 | FC Nantes · Bammou 11'                  | 1:4(1:0)Raport | Paris Saint-Germain · 48' Ibrahimović · 73' Cavani · 80' Di María · 90+1' Aurier | Stade de la Beaujoire, Nantes Widzów: 31 410 Sędzia: Amaury Delerue (Akwitania) |
|                        | kartki: · Lenjani 40' · Vizcarrondo 69' |                | kartki: · 67' Ibrahimović                                                        |                                                                                 |

| 26 września 2015 20:00 | Stade Rennes · Diagne 71'                   | 1:1(0:1)Raport | Troyes · 11' Pi                                | Roazhon Park, Rennes Widzów: 20 170 Sędzia: Johan Hamel (Langwedocja-Roussillon) |
|                        | kartki: · Sylla 45+1', 90+3' · Henrique 68' |                | kartki: · 23' Karaboué · 45' Perea · 75' Nivet |                                                                                  |

| 26 września 2015 20:00 | SM Caen · Rodelin 28' · Imorou 55' | 2:0(1:0)Raport | Gazélec Ajaccio                                                   | Stade Michel d’Ornano, Caen Widzów: 15 835 Sędzia: Lionel Jaffredo (Bretania) |
|                        | kartki: · Leborgne 64'             |                | kartki: · 38' Đoković · 48' Filippi · 50' Le Moigne · 57' Mangane |                                                                               |

| 26 września 2015 20:00 | Girondins Bordeaux · Khazri 17' · Plašil 40' · Pablo 45+2' | 3:1(3:0)Raport | Olympique Lyon · 78' Beauvue | Stade Bordeaux-Atlantique, Bordeaux Widzów: 25 593 Sędzia: Benoît Millot (Île-de-France) |
|                        | kartki: · Chantôme 26' · Pablo 71'                         |                |                              |                                                                                          |

| 26 września 2015 20:00 | Bastia · Palmieri 8' · Squillaci 31', 43'        | 3:0(3:0)Raport | Toulouse FC                                   | Stade Armand Cesari, Bastia Widzów: 10 658 Sędzia: Hakim Ben El Hadj (Rodan-Alpy) |
|                        | kartki: · Cahuzac 2' · Mostefa 38' · Marange 86' |                | kartki: · 2' Regattin · 49' Spajić · 59' Blin |                                                                                   |

| 27 września 2015 14:00 | Olympique Marsylia · Batshuayi 79' (k.)            | 1:2(0:1)Raport | Angers SCO · 38' (k.) Mangani · 70' Thomas           | Stade Vélodrome, Marsylia Widzów: 44 520 Sędzia: Mikael Lesage (Dolna Normandia) |
|                        | kartki: · Cabella 37' · N’Koulou 69' · Barrada 73' |                | kartki: · 26' Saïss · 59' Ketkeophomphone · 78' Doré |                                                                                  |

| 27 września 2015 17:00 | Montpellier HSC · Bensebaini 6' · Martin 57' | 2:1(1:0)Raport | Lorient · 48' Abdullah                                                              | Stade de la Mosson, Montpellier Widzów: 10 518 Sędzia: Stéphane Jochem (Paryż) |
|                        | kartki: · Bensebaini 47' · Martin 57'        |                | kartki: · 30' Gassama · 38' Koné · 49' Philippoteaux · 90+2' Abdullah · 86' Le Goff |                                                                                |

| 27 września 2015 17:00 | EA Guingamp · Privat 30' · Benezet 65', 89'                                    | 3:3(1:2)Raport | AS Monaco · 15' Silva · 45' Raggi · 71' Dirar       | Stade du Roudourou, Guingamp Widzów: 13 987 Sędzia: Wilfried Bien (Rodan-Alpy) |
|                        | kartki: · Jacobsen 24' · Mathis 69' · Sankharé 84' · Bègue 86' · Salibur 90+2' |                | kartki: · 32' Carvalho · 60' Bakayoko · 90+2' Raggi |                                                                                |

| 27 września 2015 21:00 | AS Saint-Étienne · Perrin 19'                                  | 1:4(1:3)Raport | OGC Nice · 5' Koziello · 39', 45+1' Ben Arfa · 53' Seri | Stade Geoffroy-Guichard, Saint-Étienne Widzów: 24 556 Sędzia: Bartolomeu Varela (Bretania) |
|                        | kartki: · Pajot 50' · Lemoine 63' · Polomat 75' · Eysseric 89' |                | kartki: · 29' Seri · 62' Mendy · 82' Le Marchand        |                                                                                            |

### 9. kolejka (2 października – 4 października, 4 listopada)
| 2 października 2015 20:30 | Lille OSC · Boufal 43' (k.) · Sidibé 64'        | 2:0(1:0)Raport | Montpellier HSC    | Stade Pierre-Mauroy, Villeneuve-d’Ascq Widzów: 30 895 Sędzia: Saïd Ennjimi (Centre Ouest) |
|                           | kartki: · Mavuba 48' · Obbadi 51' · Corchia 72' |                | kartki: · 58' Dabo |                                                                                           |

| 3 października 2015 17:30 | Olympique Lyon · Lacazette 44'        | 1:0(1:0)Raport | Stade de Reims                         | Stade Gerland, Lyon Widzów: 30 089 Sędzia: Antony Gautier (Nord-Pas-de-Calais) |
|                           | kartki: · Lacazette 56' · Ghezzal 88' |                | kartki: · 84' Signorino · 85' Oniangué |                                                                                |

| 3 października 2015 20:00 | Troyes                                | 0:1(0:0)Raport | EA Guingamp · 81' Sankharé    | Stade de l’Aube, Troyes Widzów: 14 225 Sędzia: Jérôme Miguelgorry (Akwitania) |
|                           | kartki: · Ayasse 56', 85' · Perea 80' |                | kartki: · 62' Coco · 72' Héry |                                                                               |

| 3 października 2015 20:00 | Angers SCO · Ketkeophomphone 41' | 1:0(1:0)Raport | Bastia                             | Stade Jean Bouin, Angers Widzów: 11 445 Sędzia: Sébastien Moreira (Franche-Comté) |
|                           | kartki: · Thomas 71'             |                | kartki: · 43' Mostefa · 87' Diallo |                                                                                   |

| 3 października 2015 20:00 | Gazélec Ajaccio · Mayi 25' · Pujol 44'              | 2:2(2:1)Raport | Toulouse FC · 21' Braithwaite · 49' (sam.) Sylla | Stade Ange Casanova, Ajaccio Widzów: 3 465 Sędzia: Frank Schneider (Alzacja) |
|                           | kartki: · Filippi 16' · Pujol 41' · Ducourtioux 66' |                | kartki: · 47' Bodiger                            |                                                                              |

| 4 października 2015 14:00 | AS Monaco · Wallace 51'                         | 1:1(0:1)Raport | Stade Rennes · 41' Doucouré          | Stade Louis II, Monako Widzów: 5 552 Sędzia: Tony Chapron (Rodan-Alpy) |
|                           | kartki: · Raggi 43' · Fabinho 64' · Wallace 90' |                | kartki: · 8' Henrique · 77' Grosicki |                                                                        |

| 4 października 2015 17:00 | SM Caen · Delort 62' | 1:0(0:0)Raport | AS Saint-Étienne                                  | Stade Michel d’Ornano, Caen Widzów: 19 070 Sędzia: Johan Hamel (Langwedocja-Roussillon) |
|                           |                      |                | kartki: · 41' Diomandé · 51' Brison · 90' Ruffier |                                                                                         |

| 4 października 2015 17:00 | Lorient · Moukandjo 47' · Waris 64' (k.) · Touré 79' | 3:2(0:1)Raport | Girondins Bordeaux · 38' Rolán · 89' Ounas   | Stade du Moustoir, Lorient Widzów: 10 407 Sędzia: Clément Turpin (Burgundia) |
|                           | kartki: · Gassama 82'                                |                | kartki: · 60', 82' Biyogo Poko · 79' Poundjé |                                                                              |

| 4 października 2015 21:00 | Paris Saint-Germain · Ibrahimović 41' (k.), 44' (k.) | 2:1(2:1)Raport | Olympique Marsylia · 30' Batshuayi                | Parc des Princes, Paryż Widzów: 47 199 Sędzia: Benoît Bastien (Lotaryngia) |
|                           | kartki: · Aurier 55' · Verratti 88'                  |                | kartki: · 35' Barrada · 40' Mandanda · 61' Diarra |                                                                            |

| 4 listopada 2015 18:30 | OGC Nice · Genevois 42' | 1:2(1:1)Raport | FC Nantes · 11' Alegue · 70' Sigþórsson                | Allianz Riviera, Nicea Widzów: 17 531 Sędzia: Sébastien Moreira (Franche-Comté) |
|                        | kartki: · Pied 67'      |                | kartki: · 65' Vizcarrondo · 68' Thomasson · 75' Sabaly |                                                                                 |

### 10. kolejka (16 października – 18 października)
| 16 października 2015 20:30 | AS Monaco · Pašalić 39'                       | 1:1(1:0)Raport | Olympique Lyon · 84' Rafael           | Stade Louis II, Monako Widzów: 9 513 Sędzia: Fredy Fautrel (Dolna Normandia) |
|                            | kartki: · Traoré 2' · Wallace 65' · Silva 87' |                | kartki: · 9' Yanga-Mbiwa · 87' Umtiti |                                                                              |

| 17 października 2015 17:00 | Bastia                                         | 0:2(0:0)Raport | Paris Saint-Germain · 72', 83' Ibrahimović | Stade Armand Cesari, Bastia Widzów: 13 066 Sędzia: Lionel Jaffredo (Bretania) |
|                            | kartki: · Danic 29' · Ngando 38' · Cahuzac 47' |                | kartki: · 44' Marquinhos                   |                                                                               |

| 17 października 2015 20:00 | EA Guingamp · Briand 33' | 1:1(1:1)Raport | Lille OSC · 30' Boufal                                               | Stade du Roudourou, Guingamp Widzów: 13 084 Sędzia: Hakim Ben El Hadj (Rodan-Alpy) |
|                            | kartki: · Diallo 4'      |                | kartki: · 11', 89' Sunzu · 44' Soumaoro · 65' Boufal · 66' Guillaume |                                                                                    |

| 17 października 2015 20:00 | AS Saint-Étienne · Berić 20' · Monnet-Paquet 70' | 2:0(1:0)Raport | Gazélec Ajaccio | Stade Geoffroy-Guichard, Saint-Étienne Widzów: 28 041 Sędzia: Stéphane Jochem (Paryż) |
|                            |                                                  |                |                 |                                                                                       |

| 17 października 2015 20:00 | FC Nantes · Rongier 41' · Sabaly 50' · Bammou 62' | 3:0(1:0)Raport | Troyes                 | Stade de la Beaujoire, Nantes Widzów: 24 402 Sędzia: Mikael Lesage (Dolna Normandia) |
|                            |                                                   |                | kartki: · 71' Veškovac |                                                                                      |

| 17 października 2015 20:00 | Toulouse FC · Trejo 24' | 1:2(1:2)Raport | Angers SCO · 27' Ndoye · 34' Camara | Stadium Municipal, Tuluza Widzów: 13 887 Sędzia: Amaury Delerue (Akwitania) |
|                            | kartki: · Tisserand 84' |                | kartki: · 83' Sissoko               |                                                                             |

| 17 października 2015 20:00 | Stade de Reims                 | 0:1(0:0)Raport | SM Caen · 74' Féret                             | Stade Auguste Delaune, Reims Widzów: 10 555 Sędzia: Wilfried Bien (Rodan-Alpy) |
|                            | kartki: · Kyei 13' · Mfulu 19' |                | kartki: · 24' Leborgne · 52' Appiah · 67' Yahia |                                                                                |

| 18 października 2015 14:00 | Olympique Marsylia · Batshuayi 21' | 1:1(1:1)Raport | Lorient · 37' Moukandjo                        | Stade Vélodrome, Marsylia Widzów: 32 232 Sędzia: Sébastien Moreira (Franche-Comté) |
|                            | kartki: · Rolando 88'              |                | kartki: · 21' Bellugou · 43' Paye · 82' N’Dong |                                                                                    |

| 18 października 2015 17:00 | Girondins Bordeaux                                                  | 0:0Raport | Montpellier HSC                     | Stade Bordeaux-Atlantique, Bordeaux Widzów: 23 881 Sędzia: Bartolomeu Varela (Bretania) |
|                            | kartki: · Ounas 38' · Saivet 45+2' · Maurice-Belay 84' · Sané 90+2' |           | kartki: · 41' Deplagne · 90+2' Rémy |                                                                                         |

| 18 października 2015 21:00 | Stade Rennes · Grosicki 88'       | 1:4(0:1)Raport | OGC Nice · 14' Bodmer · 53' Ben Arfa · 75' Traoré · 80' Benrahma | Roazhon Park, Rennes Widzów: 21 709 Sędzia: Benoît Millot (Île-de-France) |
|                            | kartki: · Fernandes 37' · Sio 59' |                | kartki: · 52' Germain · 71' Traoré                               |                                                                           |

### 11. kolejka (23 października – 25 października)
| 23 października 2015 18:30 | SM Caen              | 0:2(0:1)Raport | FC Nantes · 23' Bammou · 61' Thomasson | Stade Michel d’Ornano, Caen Widzów: 19 571 Sędzia: Stéphane Lannoy (Nord-Pas-de-Calais) |
|                            | kartki: · Appiah 36' |                | kartki: · 73' Moimbé · 83' Riou        |                                                                                         |

| 23 października 2015 20:30 | Olympique Lyon · Darder 18' · Valbuena 69' · Cornet 90+4' | 3:0(1:0)Raport | Toulouse FC                                                        | Stade Gerland, Lyon Widzów: 32 327 Sędzia: Nicolas Rainville (Langwedocja-Roussillon) |
|                            | kartki: · Morel 51'                                       |                | kartki: · 29' Moubandje · 31' Bodiger · 44' Akpa-Akpro · 50' Trejo |                                                                                       |

| 24 października 2015 17:00 | Lorient · Guerreiro 25' | 1:1(1:0)Raport | Stade Rennes · 68' Grosicki | Stade du Moustoir, Lorient Widzów: 14 493 Sędzia: Benoît Bastien (Lotaryngia) |
|                            | kartki: · Koné 62', 67' |                | kartki: · 32', 82' Sio      |                                                                               |

| 24 października 2015 20:00 | Montpellier HSC · Boudebouz 63' · Ninga 88' | 2:0(0:0)Raport | Bastia                                             | Stade de la Mosson, Montpellier Widzów: 12 240 Sędzia: Jérôme Miguelgorry (Akwitania) |
|                            | kartki: · Deplagne 58'                      |                | kartki: · 54' Peybernes · 75' Ngando · 82' Cahuzac |                                                                                       |

| 24 października 2015 20:00 | Angers SCO                                       | 0:0Raport | EA Guingamp                       | Stade Jean Bouin, Angers Widzów: 14 419 Sędzia: Antony Gautier (Nord-Pas-de-Calais) |
|                            | kartki: · Thomas 42' · Sissoko 81' · Mangani 83' |           | kartki: · 38' Diallo · 58' Angoua |                                                                                     |

| 24 października 2015 20:00 | Gazélec Ajaccio · Pujol 1' · Filippi 32' · Đoković 43'              | 3:1(3:1)Raport | OGC Nice · 12' (sam.) Filippi                                     | Stade Ange Casanova, Ajaccio Widzów: 3 757 Sędzia: Johan Hamel (Langwedocja-Roussillon) |
|                            | kartki: · Ducourtioux 22' · Coeff 34' · Đoković 48' · Le Moigne 88' |                | kartki: · 42' Koziello · 61' Mallmann · 67' Bodmer · 84' Boscagli |                                                                                         |

| 25 października 2015 14:00 | Stade de Reims                              | 0:1(0:1)Raport | AS Monaco · 11' Silva                   | Stade Auguste Delaune, Reims Widzów: 14 238 Sędzia: Frank Schneider (Alzacja) |
|                            | kartki: · Devaux 62', 69' · Charbonnier 67' |                | kartki: · 90' Subašić · 90+2' Cavaleiro |                                                                               |

| 25 października 2015 17:00 | Lille OSC · Corchia 71'                            | 1:2(0:1)Raport | Olympique Marsylia · 37' Batshuayi · 56' Alessandrini         | Stade Pierre-Mauroy, Villeneuve-d’Ascq Widzów: 35 623 Sędzia: Tony Chapron (Rodan-Alpy) |
|                            | kartki: · Civelli 18' · Guirassy 81' · Corchia 83' |                | kartki: · 48' Cabella · 52' N’Koulou · 70' Silva · 85' Diarra |                                                                                         |

| 28 października 2015 17:00 | Girondins Bordeaux · Ounas 78' | 1:0(0:0)Raport | Troyes                                                                 | Stade Bordeaux-Atlantique, Bordeaux Widzów: 21 082 Sędzia: Saïd Ennjimi (Centre Ouest) |
|                            | kartki: · Sané 58'             |                | kartki: · 23' Ayasse · 35' Mavinga · 75' Darbion · 77' Martins Pereira |                                                                                        |

| 25 października 2015 21:00 | Paris Saint-Germain · Kurzawa 23' · Cavani 48' · Ibrahimović 67' · Lucas 87' | 4:1(1:0)Raport | AS Saint-Étienne · 74' (sam.) Verratti | Parc des Princes, Paryż Widzów: 47 385 Sędzia: Clément Turpin (Burgundia) |
|                            |                                                                              |                |                                        |                                                                           |

### 12. kolejka (30 października – 1 listopada)
| 30 października 2015 20:30 | Stade Rennes | 0:1(0:0)Raport | Paris Saint-Germain · 75' Di María | Roazhon Park, Rennes Widzów: 28 844 Sędzia: Fredy Fautrel (Dolna Normandia) |
|                            |              |                |                                    |                                                                             |

| 31 października 2015 17:00 | AS Saint-Étienne · Berić 63' · Oniangué 68' (sam.) · Eysseric 83' | 3:0(0:0)Raport | Stade de Reims       | Stade Geoffroy-Guichard, Saint-Étienne Widzów: 28 825 Sędzia: Mikael Lesage (Dolna Normandia) |
|                            | kartki: · Eysseric 9'                                             |                | kartki: · 67' Peuget |                                                                                               |

| 31 października 2015 20:00 | Troyes                                   | 0:1(0:0)Raport | Olympique Lyon · 78' (k.) Beauvue | Stade de l’Aube, Troyes Widzów: 14 877 Sędzia: Stéphane Jochem (Paryż) |
|                            | kartki: · Jean 36' · Camus 78' · Mavinga |                | kartki: · 4' Gonalons             |                                                                        |

| 31 października 2015 20:00 | EA Guingamp · Briand 1' · Salibur 83'                  | 2:2(1:0)Raport | Lorient · 64' (k.), 90+3' Moukandjo | Stade du Roudourou, Guingamp Widzów: 14 085 Sędzia: Nicolas Rainville (Langwedocja-Roussillon) |
|                            | kartki: · Sankharé 24', 45' · Benezet 40' · Mathis 65' |                | kartki: · 43' Waris · 64' Mesloub   |                                                                                                |

| 31 października 2015 20:00 | Bastia · Diallo 31'   | 1:0(1:0)Raport | SM Caen                            | Stade Armand Cesari, Bastia Widzów: 10 386 Sędzia: Benoît Millot (Île-de-France) |
|                            | kartki: · Cahuzac 58' |                | kartki: · 43' Yahia · 55' Da Silva |                                                                                  |

| 31 października 2015 20:00 | Toulouse FC · Machach 39'                                           | 1:1(1:1)Raport | Montpellier HSC · 34' Roussillon       | Stadium Municipal, Tuluza Widzów: 8 883 Sędzia: Stéphane Lannoy (Nord-Pas-de-Calais) |
|                            | kartki: · Akpa-Akpro 25' · Machach 35' · Regattin 85' · Bodiger 89' |                | kartki: · 58' Ninga · 90+3' Bensebaini |                                                                                      |

| 31 października 2015 20:00 | Gazélec Ajaccio · Larbi 44', 68'                                    | 2:0(1:0)Raport | Girondins Bordeaux                                                | Stade Ange Casanova, Ajaccio Widzów: 3 628 Sędzia: Hakim Ben El Hadj (Rodan-Alpy) |
|                            | kartki: · Filippi 41', 65' · Đoković 56' · Martinez 61' · Maury 73' |                | kartki: · 35' Rolán · 61' Crivelli · 74' Biyogo Poko · 78' Saivet |                                                                                   |

| 1 listopada 2015 14:00 | OGC Nice                                           | 0:0Raport | Lille OSC                                          | Allianz Riviera, Nicea Widzów: 18 169 Sędzia: Wilfried Bien (Rodan-Alpy) |
|                        | kartki: · Pereira 11' · Koziello 33' · Honorat 85' |           | kartki: · 33' Bauthéac · 41' Soumaoro · 63' Obbadi |                                                                          |

| 1 listopada 2015 17:00 | AS Monaco · Pašalić 35'              | 1:0(1:0)Raport | Angers SCO                                                   | Stade Louis II, Monako Widzów: 6 075 Sędzia: Bartolomeu Varela (Bretania) |
|                        | kartki: · Traoré 26' · Echiéjilé 40' |                | kartki: · 45+1' Camara · 58' Ndoye · 63' Andreu · 75' Thomas |                                                                           |

| 1 listopada 2015 21:00 | FC Nantes                           | 0:1(0:0)Raport | Olympique Marsylia · 53' N’Koudou | Stade de la Beaujoire, Nantes Widzów: 27 392 Sędzia: Lionel Jaffredo (Bretania) |
|                        | kartki: · Bammou 55' · Moimbé 90+1' |                | kartki: · 90+3' Cabella           |                                                                                 |

### 13. kolejka (6 listopada – 8 listopada)
| 6 listopada 2015 20:30 | Angers SCO             | 0:2(0:1)Raport | Stade Rennes · 4' Doucouré · 61' Fernandes | Stade Jean Bouin, Angers Widzów: 15 202 Sędzia: Clément Turpin (Burgundia) |
|                        | kartki: · Andreu 90+3' |                | kartki: · 55' Fernandes · 86' Grosicki     |                                                                            |

| 7 listopada 2015 17:00 | Paris Saint-Germain · Di María 6' · Ibrahimović 18', 75' · Lucas 66' · Lavezzi 79' | 5:0(2:0)Raport | Toulouse FC             | Parc des Princes, Paryż Widzów: 47 381 Sędzia: Johan Hamel (Langwedocja-Roussillon) |
|                        | kartki: · Luiz 88' · Stambouli 90'                                                 |                | kartki: · 34' Tisserand |                                                                                     |

| 7 listopada 2015 20:00 | Lille OSC · Sidibé 87'              | 1:1(0:0)Raport | Bastia · 73' Danic                             | Stade Pierre-Mauroy, Villeneuve-d’Ascq Widzów: 30 852 Sędzia: Mikael Lesage (Dolna Normandia) |
|                        | kartki: · Guirassy 37' · Boufal 82' |                | kartki: · 27' Cioni · 40' Danic · 62' Palmieri |                                                                                               |

| 7 listopada 2015 20:00 | SM Caen · Féret 62' · Delort 71' | 2:1(0:0)Raport | EA Guingamp · 85' Lévêque | Stade Michel d’Ornano, Caen Widzów: 16 111 Sędzia: Jérôme Miguelgorry (Akwitania) |
|                        | kartki: · Delort 67'             |                | kartki: · 51' Jacobsen    |                                                                                   |

| 7 listopada 2015 20:00 | Montpellier HSC · Roussillon 24' · Hilton 90' | 2:1(1:0)Raport | FC Nantes · 63' Bammou                                       | Stade de la Mosson, Montpellier Widzów: 15 356 Sędzia: Frank Schneider (Alzacja) |
|                        |                                               |                | kartki: · 50' Iloki · 56' Vizcarrondo · 65' Touré · 65' Cana |                                                                                  |

| 7 listopada 2015 20:00 | Lorient · Jeannot 33' · Moukandjo 58', 90+2' (k.) · N’Dong 78' | 4:1(1:0)Raport | Troyes · 63' (k.) Nivet | Stade du Moustoir, Lorient Widzów: 9 338 Sędzia: Hakim Ben El Hadj (Rodan-Alpy) |
|                        |                                                                |                |                         |                                                                                 |

| 7 listopada 2015 20:00 | Stade de Reims · Kyei 77'                          | 1:2(0:1)Raport | Gazélec Ajaccio · 34' Boutaïb · 71' Zoua | Stade Auguste Delaune, Reims Widzów: 11 393 Sędzia: Saïd Ennjimi (Centre Ouest) |
|                        | kartki: · Weber 66' · de Préville 82' · Devaux 90' |                | kartki: · 31' Ducourtioux · 81' Sylla    |                                                                                 |

| 8 listopada 2015 17:00 | Olympique Marsylia                 | 0:1(0:1)Raport | OGC Nice · 16' Germain               | Stade Vélodrome, Marsylia Widzów: 47 988 Sędzia: Antony Gautier (Nord-Pas-de-Calais) |
|                        | kartki: · Mendy 86' · Sparagna 87' |                | kartki: · 20' Mallmann · 68' Pereira |                                                                                      |

| 8 listopada 2015 21:00 | Olympique Lyon · Lacazette 41', 59', 90+3'                  | 3:0(1:0)Raport | AS Saint-Étienne                              | Stade Gerland, Lyon Widzów: 38 752 Sędzia: Tony Chapron (Rodan-Alpy) |
|                        | kartki: · Rafael 33' · Ferri 78' · Lopes 81' · Valbuena 84' |                | kartki: · 1' Pajot · 4' Lemoine · 86' Clément |                                                                      |

| 8 listopada 2015 21:00 | Girondins Bordeaux · Maurice-Belay 36' · Yambéré 40' · Plašil 48' | 3:1(1:1)Raport | AS Monaco · 23' Costa                   | Stade Bordeaux-Atlantique, Bordeaux Widzów: 21 090 Sędzia: Benoît Millot (Île-de-France) |
|                        | kartki: · Biyogo Poko 30' · Khazri 65'                            |                | kartki: · 66' El Shaarawy · 72' Fabinho |                                                                                          |

### 14. kolejka (20 listopada – 22 listopada)
| 20 listopada 2015 20:30 | OGC Nice · Germain 20' · Yanga-Mbiwa 48' (sam.) · Koziello 71' | 3:0(1:0)Raport | Olympique Lyon                  | Allianz Riviera, Nicea Widzów: 17 872 Sędzia: Benoît Bastien (Lotaryngia) |
|                         | kartki: · Genevois 24'                                         |                | kartki: · 26' Ferri · 85' Morel |                                                                           |

| 21 listopada 2015 17:00 | Lorient · Moukandjo 82'            | 1:2(0:2)Raport | Paris Saint-Germain · 26' Ongenda · 32' Matuidi | Stade du Moustoir, Lorient Widzów: 15 340 Sędzia: Stéphane Lannoy (Nord-Pas-de-Calais) |
|                         | kartki: · N’Dong 28' · Gassama 38' |                | kartki: · 78' Rabiot                            |                                                                                        |

| 21 listopada 2015 20:00 | Troyes · Jean 69'                 | 1:1(0:1)Raport | Lille OSC · 9' Benzia | Stade de l’Aube, Troyes Widzów: 10 407 Sędzia: Lionel Jaffredo (Bretania) |
|                         | kartki: · Darbion 8' · Ayasse 17' |                | kartki: · 27' Benzia  |                                                                           |

| 21 listopada 2015 20:00 | AS Monaco · Pašalić 43'             | 1:0(1:0)Raport | FC Nantes            | Stade Louis II, Monako Widzów: 5 733 Sędzia: Antony Gautier (Nord-Pas-de-Calais) |
|                         | kartki: · Carvalho 70' · Traoré 72' |                | kartki: · 42' Sabaly |                                                                                  |

| 21 listopada 2015 20:00 | Montpellier HSC · Yatabaré 21' · Camara 69' · Dabo 84' | 3:1(1:1)Raport | Stade de Reims · 12' Weber          | Stade de la Mosson, Montpellier Widzów: 9 455 Sędzia: Stéphane Jochem (Paryż) |
|                         | kartki: · Dabo 23' · Roussillon 49' · Bensebaini 77'   |                | kartki: · 26' Signorino · 36' Mfulu |                                                                               |

| 21 listopada 2015 20:00 | EA Guingamp · Privat 59' · Salibur 70'          | 2:0(0:0)Raport | Toulouse FC                                                        | Stade du Roudourou, Guingamp Widzów: 12 737 Sędzia: Wilfried Bien (Rodan-Alpy) |
|                         | kartki: · Diallo 27' · Privat 32' · Lévêque 73' |                | kartki: · 24' Machach · 38' Matheus · 41' Bodiger · 86' Akpa-Akpro |                                                                                |

| 22 listopada 2015 14:00 | SM Caen                         | 0:0Raport | Angers SCO            | Stade Michel d’Ornano, Caen Widzów: 18 101 Sędzia: Frank Schneider (Alzacja) |
|                         | kartki: · Yahia 32' · Féret 33' |           | kartki: · 85' Capelle |                                                                              |

| 22 listopada 2015 14:00 | Bastia · Brandão 5'              | 1:2(1:1)Raport | Gazélec Ajaccio · 19' (k.) Zoua · 70' Boutaïb | Stade Armand Cesari, Bastia Widzów: 11 985 Sędzia: Amaury Delerue (Akwitania) |
|                         | kartki: · Leca 18' · Cahuzac 69' |                | kartki: · 74' Ducourtioux                     |                                                                               |

| 22 listopada 2015 17:00 | Stade Rennes · Dembélé 32' · Grosicki 75' | 2:2(1:1)Raport | Girondins Bordeaux · 41' Crivelli · 78' Contento    | Roazhon Park, Rennes Widzów: 23 289 Sędzia: Sébastien Moreira (Franche-Comté) |
|                         | kartki: · Sio 87' · Armand 90+1'          |                | kartki: · 23' Khazri · 90' Crivelli · 90+5' Pallois |                                                                               |

| 22 listopada 2015 21:00 | AS Saint-Étienne      | 0:2(0:1)Raport | Olympique Marsylia · 41' Batshuayi · 51' N’Koudou | Stade Geoffroy-Guichard, Saint-Étienne Widzów: 34 681 Sędzia: Fredy Fautrel (Dolna Normandia) |
|                         | kartki: · Hamouma 74' |                | kartki: · 74' N’Koulou                            |                                                                                               |

### 15. kolejka (27 listopada – 29 listopada)
| 27 listopada 2015 20:30 | Olympique Lyon · Lacazette 14' · Ghezzal 84'        | 2:4(1:2)Raport | Montpellier HSC · 8' (sam.) Gonalons · 11', 48' Ninga · 80' Camara | Stade Gerland, Lyon Widzów: 30 826 Sędzia: Benoît Millot (Île-de-France) |
|                         | kartki: · Lacazette 12' · Rafael 41' · Gonalons 68' |                | kartki: · 20' Bensebaini · 45' Rémy · 48' Dabo · 57' Hilton        |                                                                          |

| 28 listopada 2015 17:00 | Paris Saint-Germain · Cavani 20' · Ibrahimović 58' (k.) · Kurzawa 67' · Augustin 84' | 4:1(1:0)Raport | Troyes · 90+1' Ayasse | Parc des Princes, Paryż Widzów: 45 932 Sędzia: Bartolomeu Varela (Bretania) |
|                         |                                                                                      |                | kartki: · 29' Mavinga |                                                                             |

| 28 listopada 2015 20:00 | FC Nantes                                           | 0:0Raport | Bastia                            | Stade de la Beaujoire, Nantes Widzów: 25 978 Sędzia: Nicolas Rainville (Langwedocja-Roussillon) |
|                         | kartki: · Cana 14' · Bedoya 59', 90+2' · Moimbé 78' |           | kartki: · 59' Cahuzac · 82' Danic |                                                                                                 |

| 28 listopada 2015 20:00 | Angers SCO · Sunu 20' · Traoré 25' | 2:0(2:0)Raport | Lille OSC                                                      | Stade Jean Bouin, Angers Widzów: 12 000 Sędzia: Johan Hamel (Langwedocja-Roussillon) |
|                         | kartki: · Camara 60' · Auriac 78'  |                | kartki: · 19' Corchia · 27' Nangis · 49' Balmont · 68' Civelli |                                                                                      |

| 28 listopada 2015 20:00 | Toulouse FC · Braithwaite 31' (k.) · Ben Yedder 58' | 2:0(1:0)Raport | OGC Nice                                            | Stadium Municipal, Tuluza Widzów: 9 956 Sędzia: Saïd Ennjimi (Centre Ouest) |
|                         | kartki: · Somália 15' · Machach 60'                 |                | kartki: · 39' Hassen · 62' Pied · 90+2' Le Marchand |                                                                             |

| 28 listopada 2015 20:00 | Stade de Reims · Mandi 58' · de Préville 67'                              | 2:2(0:1)Raport | Stade Rennes · 44' Boga · 81' Grosicki                      | Stade Auguste Delaune, Reims Widzów: 9 289 Sędzia: Hakim Ben El Hadj (Rodan-Alpy) |
|                         | kartki: · de Préville 30' · Kankawa 35', 64' · Signorino 65' · Devaux 88' |                | kartki: · 27' Sylla · 61' Moreira · 66' Sio · 84' Fernandes |                                                                                   |

| 28 listopada 2015 20:00 | Gazélec Ajaccio · Larbi 18'          | 1:1(1:1)Raport | Lorient · 31' (k.) Moukandjo | Stade Ange Casanova, Ajaccio Widzów: 3 514 Sędzia: Jérôme Miguelgorry (Akwitania) |
|                         | kartki: · Le Moigne 4' · Boutaïb 29' |                | kartki: · 33' Mesloub        |                                                                                   |

| 29 listopada 2015 14:00 | AS Saint-Étienne · Hamouma 52' · Eysseric 87' (k.) · Roux 90+5' | 3:0(0:0)Raport | EA Guingamp                                          | Stade Geoffroy-Guichard, Saint-Étienne Widzów: 25 249 Sędzia: Ruddy Buquet (Pikardia) |
|                         | kartki: · Eysseric 26' · Sall 43', 90' · Ruffier 69'            |                | kartki: · 38' Dembélé · 45+2' Salibur · 52' Sankharé |                                                                                       |

| 29 listopada 2015 17:00 | Girondins Bordeaux · Crivelli 90'                                             | 1:4(0:1)Raport | SM Caen · 6' Ben Youssef · 56' Da Silva · 61' (sam.) Carrasso · 77' Delort | Stade Bordeaux-Atlantique, Bordeaux Widzów: 18 830 Sędzia: Tony Chapron (Rodan-Alpy) |
|                         | kartki: · Saivet 16' · Sané 55' · Chantôme 62' · Biyogo Poko 64', 81' · Ounas |                | kartki: · 27' Alhadhur · 82' Adeoti                                        |                                                                                      |

| 29 listopada 2015 21:00 | Olympique Marsylia · Alessandrini 12' · Batshuayi 51' · N’Koudou 82' | 3:3(1:2)Raport | AS Monaco · 18', 39' Touré · 72' Coentrão         | Stade Vélodrome, Marsylia Widzów: 42 882 Sędzia: Clément Turpin (Burgundia) |
|                         | kartki: · Mendy 74'                                                  |                | kartki: · 33' Costa · 70' Touré · 90+4' Echiéjilé |                                                                             |

### 16. kolejka (1 grudnia – 3 grudnia)
| 1 grudnia 2015 19:00 | Lorient                              | 0:0Raport | OGC Nice                                                                         | Stade du Moustoir, Lorient Widzów: 9 218 Sędzia: Mikael Lesage (Dolna Normandia) |
|                      | kartki: · Moukandjo 65' · N’Dong 87' |           | kartki: · 36' Genevois · 38' Pereira · 72' Koziello · 77' Le Marchand · 90' Hult |                                                                                  |

| 1 grudnia 2015 19:00 | Angers SCO | 0:0Raport | Paris Saint-Germain  | Stade Jean Bouin, Angers Widzów: 16 381 Sędzia: Benoît Bastien (Lotaryngia) |
|                      |            |           | kartki: · 23' Aurier |                                                                             |

| 1 grudnia 2015 21:00 | FC Nantes            | 0:0Raport | Olympique Lyon                     | Stade de la Beaujoire, Nantes Widzów: 20 896 Sędzia: Amaury Delerue (Akwitania) |
|                      | kartki: · Sabaly 17' |           | kartki: · 14' Rafael · 81' Ghezzal |                                                                                 |

| 2 grudnia 2015 19:00 | Troyes                     | 0:3(0:1)Raport | Toulouse FC · 2' Diop · 49' Akpa-Akpro · 86' Pešić | Stade de l’Aube, Troyes Widzów: 10 183 Sędzia: Sébastien Moreira (Franche-Comté) |
|                      | kartki: · Darbion 72', 79' |                | kartki: · 31', 66' Tisserand · 82' Akpa-Akpro      |                                                                                  |

| 2 grudnia 2015 19:00 | AS Monaco · Carrillo 56' | 1:1(0:0)Raport | SM Caen · 86' Rodelin               | Stade Louis II, Monako Widzów: 5 388 Sędzia: Stéphane Lannoy (Nord-Pas-de-Calais) |
|                      |                          |                | kartki: · 30' Bessat · 77' Leborgne |                                                                                   |

| 2 grudnia 2015 19:00 | Montpellier HSC      | 0:2(0:1)Raport | Gazélec Ajaccio · 45+3' Zoua · 74' Tshibumbu                      | Stade de la Mosson, Montpellier Widzów: 9 332 Sędzia: Hakim Ben El Hadj (Rodan-Alpy) |
|                      | kartki: · Hilton 30' |                | kartki: · 50' Filippi · 70' Sylla · 78' Le Moigne · 82' Tshibumbu |                                                                                      |

| 2 grudnia 2015 19:00 | EA Guingamp · Salibur 45+3'                               | 1:2(1:1)Raport | Stade de Reims · 14', 54' N’Gog                                               | Stade du Roudourou, Guingamp Widzów: 14 046 Sędzia: Johan Hamel (Langwedocja-Roussillon) |
|                      | kartki: · Salibur 42', 51' · Sorbon 76' · Marcus Coco 84' |                | kartki: · 16', 90' Traoré · 40' N’Gog · 40' Weber · 45+2' Peuget · 53' Fofana |                                                                                          |

| 2 grudnia 2015 19:00 | Bastia · Raspentino 88'                 | 1:0(0:0)Raport | Girondins Bordeaux   | Stade Armand Cesari, Bastia Widzów: 10 135 Sędzia: Fredy Fautrel (Dolna Normandia) |
|                      | kartki: · Palmieri 51' · Raspentino 89' |                | kartki: · 62' Plašil |                                                                                    |

| 2 grudnia 2015 21:00 | Lille OSC · Benzia 60'                 | 1:0(0:0)Raport | AS Saint-Étienne                         | Stade Pierre-Mauroy, Villeneuve-d’Ascq Widzów: 29 103 Sędzia: Frank Schneider (Alzacja) |
|                      | kartki: · Soumaoro 45+1' · Balmont 86' |                | kartki: · 65' Assou-Ekotto · 67' Hamouma |                                                                                         |

| 3 grudnia 2015 21:00 | Stade Rennes                                              | 0:1(0:1)Raport | Olympique Marsylia · 21' Cabella     | Roazhon Park, Rennes Widzów: 23 450 Sędzia: Tony Chapron (Rodan-Alpy) |
|                      | kartki: · Moreira 1' · André 51' · Mexer 55' · Armand 88' |                | kartki: · 25' Cabella · 90' Mandanda |                                                                       |

### 17. kolejka (4 grudnia – 6 grudnia)
| 4 grudnia 2015 20:30 | OGC Nice           | 0:3(0:2)Raport | Paris Saint-Germain · 35' Cavani · 44' (k.), 61' Ibrahimović | Allianz Riviera, Nicea Widzów: 31 008 Sędzia: Antony Gautier (Nord-Pas-de-Calais) |
|                      | kartki: · Hult 43' |                | kartki: · 40' Matuidi · 85' Aurier                           |                                                                                   |

| 5 grudnia 2015 17:00 | Olympique Lyon                                    | 0:2(0:1)Raport | Angers SCO · 17', 81' Ndoye | Stade Gerland, Lyon Widzów: 36 068 Sędzia: Lionel Jaffredo (Bretania) |
|                      | kartki: · Tolisso 32' · Valbuena 73' · Darder 84' |                | kartki: · 30' Saïss         |                                                                       |

| 5 grudnia 2015 20:00 | SM Caen · Delort 70' (k.)           | 1:2(0:1)Raport | Lille OSC · 28', 56' Benzia                     | Stade Michel d’Ornano, Caen Widzów: 15 952 Sędzia: Saïd Ennjimi (Centre Ouest) |
|                      | kartki: · Yahia 31' · Delaplace 78' |                | kartki: · 62' Benzia · 62' Boufal · 86' Enyeama |                                                                                |

| 5 grudnia 2015 20:00 | Bastia · Romain 90'                                | 1:2(0:0)Raport | AS Monaco · 72', 84' Traoré | Stade Armand Cesari, Bastia Widzów: 10 596 Sędzia: Ruddy Buquet (Pikardia) |
|                      | kartki: · Danic 33' · Mostefa 42' · Raspentino 42' |                | kartki: · 42' Dirar         |                                                                            |

| 5 grudnia 2015 20:00 | Toulouse FC · Kana-Biyik 41' · Ben Yedder 59' | 2:3(1:0)Raport | Lorient · 47', 48' Jeannot · 76' Mesloub | Stadium Municipal, Tuluza Widzów: 15 354 Sędzia: Stéphane Jochem (Paryż) |
|                      | kartki: · Bodiger 20'                         |                | kartki: · 27' Jeannot · 46' Bellugou     |                                                                          |

| 5 grudnia 2015 20:00 | Stade de Reims · de Préville 36' | 1:1(1:0)Raport | Troyes · 46' Pi             | Stade Auguste Delaune, Reims Widzów: 10 765 Sędzia: Jérôme Miguelgorry (Akwitania) |
|                      | kartki: · Kankawa 20'            |                | kartki: · 35' Thiago Xavier |                                                                                    |

| 5 grudnia 2015 20:00 | Gazélec Ajaccio · Tshibumbu 84'             | 1:1(0:0)Raport | FC Nantes · 56' Sala                   | Stade Ange Casanova, Ajaccio Widzów: 3 614 Sędzia: Wilfried Bien (Rodan-Alpy) |
|                      | kartki: · Ducourtioux 31' · Tshibumbu 45+1' |                | kartki: · 50' Vizcarrondo · 72' Sabaly |                                                                               |

| 6 grudnia 2015 14:00 | Olympique Marsylia · Cabella 48' · Sarr 72' | 2:2(0:1)Raport | Montpellier HSC · 32', 56' Ninga | Stade Vélodrome, Marsylia Widzów: 41 486 Sędzia: Bartolomeu Varela (Bretania) |
|                      | kartki: · Romao 36' · Batshuayi 40'         |                | kartki: · 48' Ninga              |                                                                               |

| 6 grudnia 2015 17:00 | Girondins Bordeaux · Yambéré 62' | 1:0(0:0)Raport | EA Guingamp                           | Stade Bordeaux-Atlantique, Bordeaux Widzów: 22 606 Sędzia: Clément Turpin (Burgundia) |
|                      | kartki: · Khazri 90+4'           |                | kartki: · 61' Dos Santos · 87' Privat |                                                                                       |

| 6 grudnia 2015 21:00 | AS Saint-Étienne · Eysseric 78' (k.) | 1:1(0:1)Raport | Stade Rennes · 40' Henrique                     | Stade Geoffroy-Guichard, Saint-Étienne Widzów: 26 668 Sędzia: Nicolas Rainville (Langwedocja-Roussillon) |
|                      | kartki: · Maupay 69' · Lemoine 75'   |                | kartki: · 41' Henrique · 80' Armand · 86' Sylla | |

### 18. kolejka (11 grudnia – 13 grudnia)
| 11 grudnia 2015 20:30 | Stade Rennes · Quintero 62' | 1:1(0:0)Raport | SM Caen · 79' Ben Youssef | Roazhon Park, Rennes Widzów: 23 471 Sędzia: Johan Hamel (Langwedocja-Roussillon) |
|                       | kartki: · Doucouré 51'      |                | kartki: · 36' Imorou      |                                                                                  |

| 12 grudnia 2015 16:00 | Stade de Reims · Rigonato 78' (k.)                 | 1:1(0:1)Raport | OGC Nice · 6' Germain             | Stade Auguste Delaune, Reims Widzów: 12 536 Sędzia: Frank Schneider (Alzacja) |
|                       | kartki: · Devaux 84' · Kankawa 90+3' · Mandi 90+4' |                | kartki: · 30' Pied · 57' Ben Arfa |                                                                               |

| 12 grudnia 2015 20:00 | Lille OSC · Bauthéac 28', 55' · Sidibé 84' | 3:0(1:0)Raport | Lorient                              | Stade Pierre-Mauroy, Villeneuve-d’Ascq Widzów: 28 170 Sędzia: Jérôme Miguelgorry (Akwitania) |
|                       | kartki: · Balmont 33' · Benzia 38'         |                | kartki: · 45+1' Gassama · 61' N’Dong |                                                                                              |

| 12 grudnia 2015 20:00 | Troyes · Cabot 59'                       | 1:1(0:1)Raport | Bastia · 23' Fofana                                                  | Stade de l’Aube, Troyes Widzów: 10 117 Sędzia: Stéphane Lannoy (Nord-Pas-de-Calais) |
|                       | kartki: · Jean 39' · Martins Pereira 63' |                | kartki: · 26' Palmieri · 42' Squillaci · 56' Modesto · 87' Peybernes |                                                                                     |

| 12 grudnia 2015 20:00 | Montpellier HSC · Camara 54' · Ninga 62'               | 2:1(0:1)Raport | EA Guingamp · 32' Privat                            | Stade de la Mosson, Montpellier Widzów: 10 846 Sędzia: Sébastien Moreira (Franche-Comté) |
|                       | kartki: · Sanson 81' · Hilton 90+2' · Roussillon 90+3' |                | kartki: · 28', 34' Benezet · 58' Cardy · 90+3' Coco |                                                                                          |

| 12 grudnia 2015 20:00 | FC Nantes · Sala 86'                                     | 1:1(0:0)Raport | Toulouse FC · 53' Pešić                                                         | Stade de la Beaujoire, Nantes Widzów: 18 851 Sędzia: Hakim Ben El Hadj (Rodan-Alpy) |
|                       | kartki: · Deaux 35' · Audel 53' · Sala 85' · Henry 90+1' |                | kartki: · 26' Doumbia · 57' Ben Yedder · 83' Matheus · 87' Bodiger · 90+1' Diop |                                                                                     |

| 13 grudnia 2015 14:00 | AS Monaco · Fabinho 82' (k.)                          | 1:0(0:0)Raport | AS Saint-Étienne                                  | Stade Louis II, Monako Widzów: 7 213 Sędzia: Mikael Lesage (Dolna Normandia) |
|                       | kartki: · Carvalho 21' · Fabinho 78' · Toulalan 90+2' |                | kartki: · 25', 64' Malcuit · 29' Pajot · 50' Sall |                                                                              |

| 13 grudnia 2015 17:00 | Olympique Marsylia · Batshuayi 38'                | 1:1(1:1)Raport | Gazélec Ajaccio · 19' (k.) Zoua                                   | Stade Vélodrome, Marsylia Widzów: 40 298 Sędzia: Nicolas Rainville (Langwedocja-Roussillon) |
|                       | kartki: · Cabella 33' · Barrada 51' · Romao 90+2' |                | kartki: · 32' Ducourtioux · 41' Mangane · 64' Youga · 90+1' Coeff |                                                                                             |

| 13 grudnia 2015 17:00 | Angers SCO · Thomas 83' | 1:1(0:1)Raport | Girondins Bordeaux · 40' Rolán           | Stade Jean Bouin, Angers Widzów: 13 702 Sędzia: Benoît Millot (Île-de-France) |
|                       | kartki: · Angoula 63'   |                | kartki: · 22' Biyogo Poko · 37' Crivelli |                                                                               |

| 13 grudnia 2015 21:00 | Paris Saint-Germain · Ibrahimović 11', 77' (k.) · Aurier 17' · Cavani 61' · Lucas 90+1' | 5:1(2:1)Raport | Olympique Lyon · 24' Ferri | Parc des Princes, Paryż Widzów: 46 650 Sędzia: Ruddy Buquet (Pikardia) |
|                       | kartki: · Luiz 25' · Motta 58'                                                          |                | kartki: · 22' Cornet       |                                                                        |

### 19. kolejka (18 grudnia – 20 grudnia)
| 18 grudnia 2015 20:30 | OGC Nice · Boscagli 31'          | 1:0(1:0)Raport | Montpellier HSC                 | Allianz Riviera, Nicea Widzów: 14 026 Sędzia: Tony Chapron (Rodan-Alpy) |
|                       | kartki: · Bodmer 42' · Mendy 64' |                | kartki: · 7' Ninga · 12' Martin |                                                                         |

| 19 grudnia 2015 17:00 | SM Caen                                          | 0:3(0:2)Raport | Paris Saint-Germain · 16', 50' Di María · 36' Ibrahimović | Stade Michel d’Ornano, Caen Widzów: 20 679 Sędzia: Lionel Jaffredo (Bretania) |
|                       | kartki: · Seube 42' · Da Silva 62' · Makengo 64' |                | kartki: · 83' Silva · 83' Aurier                          |                                                                               |

| 19 grudnia 2015 20:00 | Troyes                                         | 0:0Raport | AS Monaco                                     | Stade de l’Aube, Troyes Widzów: 16 266 Sędzia: Wilfried Bien (Rodan-Alpy) |
|                       | kartki: · Dabo 3' · Azamoum 42' · Karaboué 82' |           | kartki: · 43' Costa · 56' Wallace · 81' Lemar |                                                                           |

| 19 grudnia 2015 20:00 | EA Guingamp            | 0:2(0:0)Raport | Stade Rennes · 63' Dembélé · 77' Sio   | Stade du Roudourou, Guingamp Widzów: 16 196 Sędzia: Benoît Millot (Île-de-France) |
|                       | kartki: · Diallo 45+1' |                | kartki: · 62' Henrique · 81' Fernandes |                                                                                   |

| 19 grudnia 2015 20:00 | Lorient | 0:0Raport | FC Nantes                                          | Stade Yves Allainmat, Lorient Widzów: 14 711 Sędzia: Fredy Fautrel (Dolna Normandia) |
|                       |         |           | kartki: · 28' Dubois · 76' Audel · 90+1' Thomasson |                                                                                      |

| 19 grudnia 2015 20:00 | Bastia · Ayité 21' · Romain 79'                    | 2:0(1:0)Raport | Stade de Reims          | Stade Armand Cesari, Bastia Widzów: 10 528 Sędzia: Saïd Ennjimi (Centre Ouest) |
|                       | kartki: · Palmieri 38' · Cahuzac 59' · Mostefa 90' |                | kartki: · 71' Tacalfred |                                                                                |

| 19 grudnia 2015 20:00 | Toulouse FC · Ben Yedder 12'                              | 1:1(1:0)Raport | Lille OSC · 87' Boufal | Stadium Municipal, Tuluza Widzów: 14 843 Sędzia: Ruddy Buquet (Pikardia) |
|                       | kartki: · Machach 43' · Akpa-Akpro 60' · Doumbia 64', 68' |                | kartki: · 45+2' Obbadi |                                                                          |

| 20 grudnia 2015 14:00 | AS Saint-Étienne · Corgnet 61'                 | 1:0(0:0)Raport | Angers SCO                                  | Stade Geoffroy-Guichard, Saint-Étienne Widzów: 30 985 Sędzia: Bartolomeu Varela (Bretania) |
|                       | kartki: · Lemoine 10' · Ruffier 69' · Roux 70' |                | kartki: · 39' Thomas · 73' Sunu · 85' Saïss |                                                                                            |

| 20 grudnia 2015 17:00 | Gazélec Ajaccio · Larbi 32', 67'                      | 2:1(1:0)Raport | Olympique Lyon · 72' Grenier | Stade Ange Casanova, Ajaccio Widzów: 4 125 Sędzia: Amaury Delerue (Akwitania) |
|                       | kartki: · Mangane 21' · Tshibumbu 83' · Boutaïb 90+1' |                | kartki: · 82' Grenier        |                                                                               |

| 20 grudnia 2015 21:00 | Girondins Bordeaux · Khazri 57'                             | 1:1(0:0)Raport | Olympique Marsylia · 56' Romao                     | Matmut Atlantique, Bordeaux Widzów: 39 672 Sędzia: Benoît Bastien (Lotaryngia) |
|                       | kartki: · Khazri 90+1' · Contento 90+3' · Biyogo Poko 90+3' |                | kartki: · 12' N’Koulou · 62' Barrada · 90+1' Romao |                                                                                |

## Tabela rundy jesiennej
| Lp. | Drużyna             | M  | Z  | R | P  | Bramki | Bramki | Różn. | Pkt | Uwagi                                         |
| --- | ------------------- | -- | -- | - | -- | ------ | ------ | ----- | --- | --------------------------------------------- |
| 1   | Paris Saint-Germain | 19 | 16 | 3 | 0  | 48     | 9      | +39   | 51  | Liga Mistrzów UEFA • Faza grupowa             |
| 2   | AS Monaco           | 19 | 8  | 8 | 3  | 25     | 23     | +2    | 32  | Liga Mistrzów UEFA • Faza grupowa             |
| 3   | Angers SCO          | 19 | 8  | 7 | 4  | 17     | 11     | +6    | 31  | Liga Mistrzów UEFA • III runda kwalifikacyjna |
| 4   | SM Caen             | 19 | 9  | 3 | 7  | 21     | 22     | −1    | 30  | Liga Europy UEFA • III runda kwalifikacyjna   |
| 5   | OGC Nice            | 19 | 8  | 5 | 6  | 32     | 23     | +9    | 29  |                                               |
| 6   | AS Saint-Étienne    | 19 | 9  | 2 | 8  | 22     | 22     | 0     | 29  |                                               |
| 7   | Stade Rennes        | 19 | 6  | 9 | 4  | 25     | 21     | +4    | 27  |                                               |
| 8   | Lorient             | 19 | 6  | 8 | 5  | 27     | 26     | +1    | 26  |                                               |
| 9   | Olympique Lyon      | 18 | 7  | 5 | 6  | 23     | 23     | 0     | 26  |                                               |
| 10  | Olympique Marsylia  | 19 | 6  | 7 | 6  | 28     | 21     | +7    | 25  |                                               |
| 11  | Lille OSC           | 19 | 5  | 9 | 5  | 15     | 13     | +2    | 24  |                                               |
| 12  | Gazélec Ajaccio     | 19 | 6  | 6 | 7  | 20     | 22     | −2    | 24  |                                               |
| 13  | FC Nantes           | 19 | 6  | 6 | 7  | 14     | 17     | −3    | 24  |                                               |
| 14  | Girondins Bordeaux  | 19 | 5  | 8 | 6  | 23     | 28     | −5    | 23  |                                               |
| 15  | Montpellier HSC     | 19 | 6  | 4 | 9  | 22     | 25     | −3    | 22  |                                               |
| 16  | Bastia              | 19 | 6  | 4 | 9  | 20     | 24     | −4    | 22  |                                               |
| 17  | Stade de Reims      | 19 | 5  | 6 | 8  | 19     | 24     | −5    | 21  |                                               |
| 18  | EA Guingamp         | 19 | 5  | 4 | 10 | 17     | 27     | −10   | 19  | Spadek do 2016/2017 Ligue 2                   |
| 18  | Toulouse FC         | 19 | 3  | 8 | 8  | 21     | 33     | −12   | 17  | Spadek do 2016/2017 Ligue 2                   |
| 20  | Troyes              | 19 | 0  | 8 | 11 | 10     | 35     | −25   | 8   | Spadek do 2016/2017 Ligue 2                   |